# Mont Sainte-Cécile
Le mont Sainte-Cécile est une montagne en Estrie, au Québec qui fait partie des Appalaches ; son altitude est de 887 mètres.

## Géographie
La montagne est située juste au nord du village de Sainte-Cécile-de-Whitton, et à quelques kilomètres du morne de Saint-Sébastien, où plusieurs usines de granit sont exploitées. Les habitants œuvrent aussi dans l'industrie forestière, agricole et on y compte également plusieurs érablières.

## Géologie

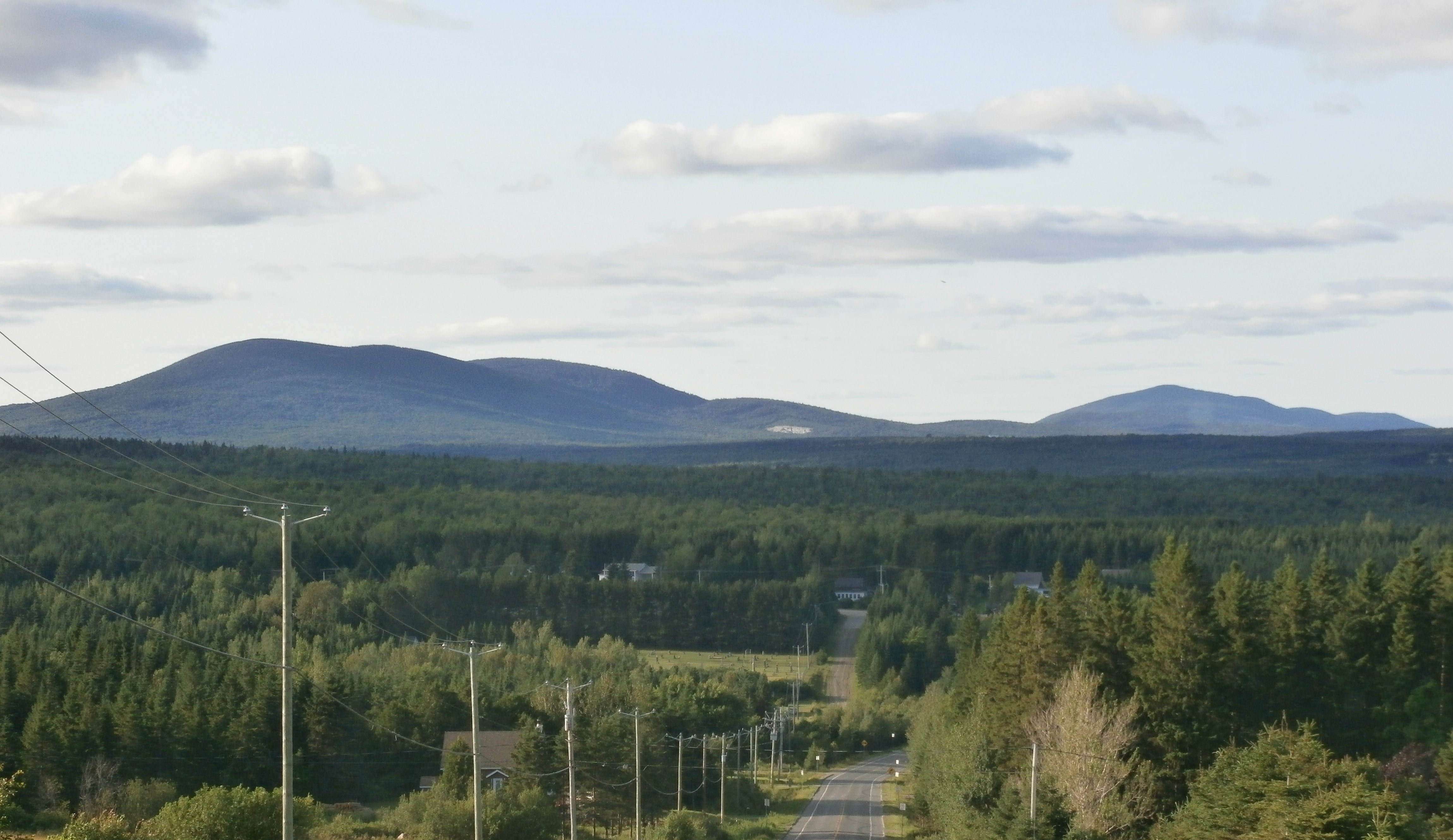
Vue du mont Sainte-Cécile et du morne Saint-Sébastien.

Les roches sont composées de granodiorite et de granite à biotite, du pluton de Saint-Sébastien–Sainte-Cécile datant du Dévonien (362 Ma). La roche est grise et le grain varie de moyen à grossier.